# Корсёль
Корсёль (фр. Corseul, брет. Kersaout, галло Corsoeut) — коммуна во Франции, находится в регионе Бретань. Департамент — Кот-д’Армор. Входит в состав кантона Планкоэт. Округ коммуны — Динан.
Код INSEE коммуны — 22048.

## География
Коммуна расположена приблизительно в 340 км к западу от Парижа, в 55 км северо-западнее Ренна, в 45 км к востоку от Сен-Бриё.

## Население
Население коммуны на 2016 год составляло 2 177 человек.
| 1962 | 1968 | 1975 | 1982 | 1990 | 1999 | 2008 | 2016 |
| ---- | ---- | ---- | ---- | ---- | ---- | ---- | ---- |
| 1830 | 1925 | 1955 | 2022 | 1987 | 1977 | 1975 | 2177 |

## Экономика
В 2007 году среди 1234 человек в трудоспособном возрасте (15—64 лет) 888 были экономически активными, 346 — неактивными (показатель активности — 72,0 %, в 1999 году было 66,5 %). Из 888 активных работали 816 человек (444 мужчины и 372 женщины), безработных было 72 (28 мужчин и 44 женщины). Среди 346 неактивных 77 человек были учениками или студентами, 160 — пенсионерами, 109 были неактивными по другим причинам.

## Достопримечательности
- Руины замка Монтафилан (XIII век). Исторический памятник с 1926 года[3]
- Руины галло-римской виллы Кло-Мюлон. Исторический памятник с 1990 года[4]
- Галло-римский храм Марса (I век). Исторический памятник с 1840 года[5]

## Фотогалерея

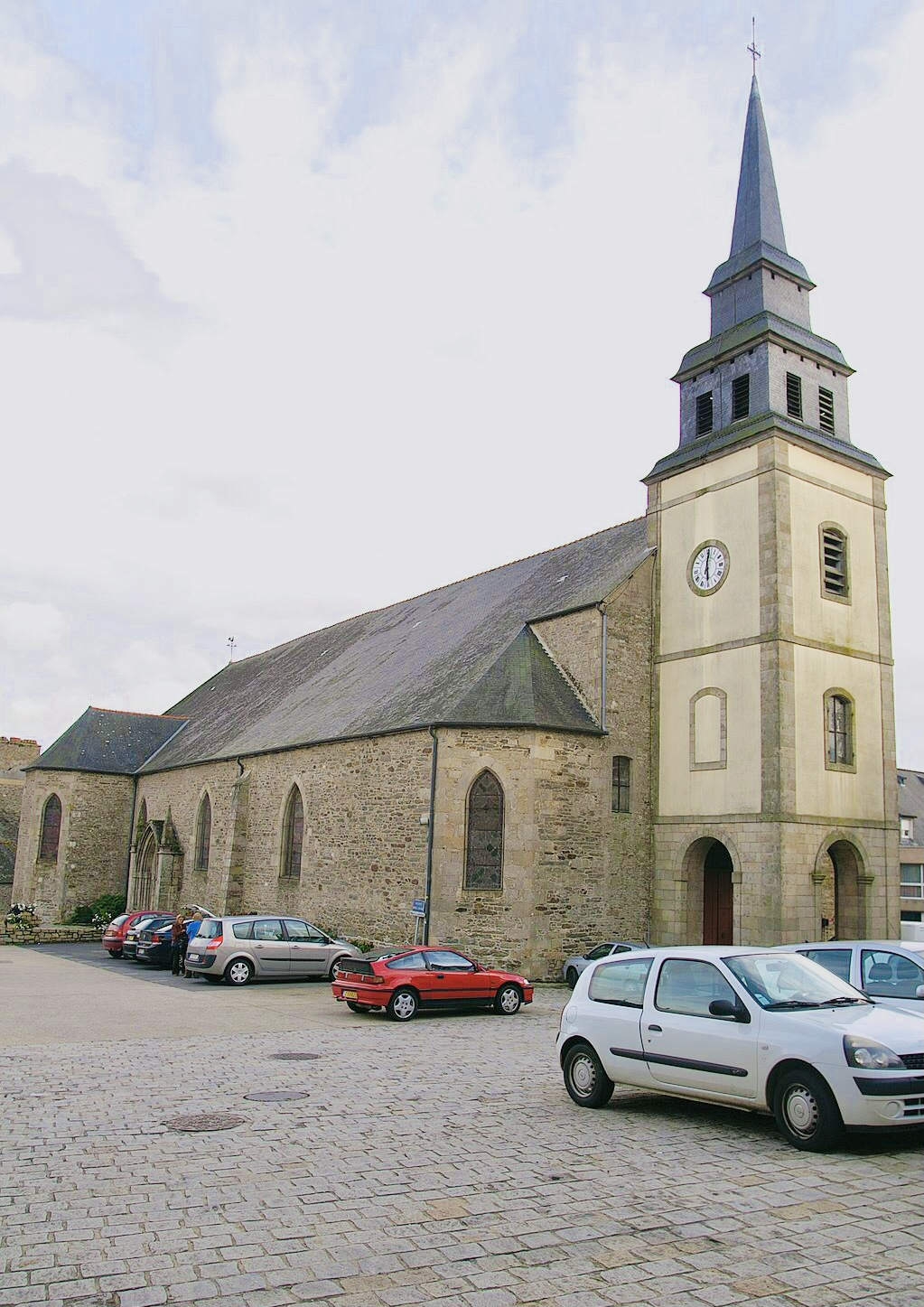
Церковь
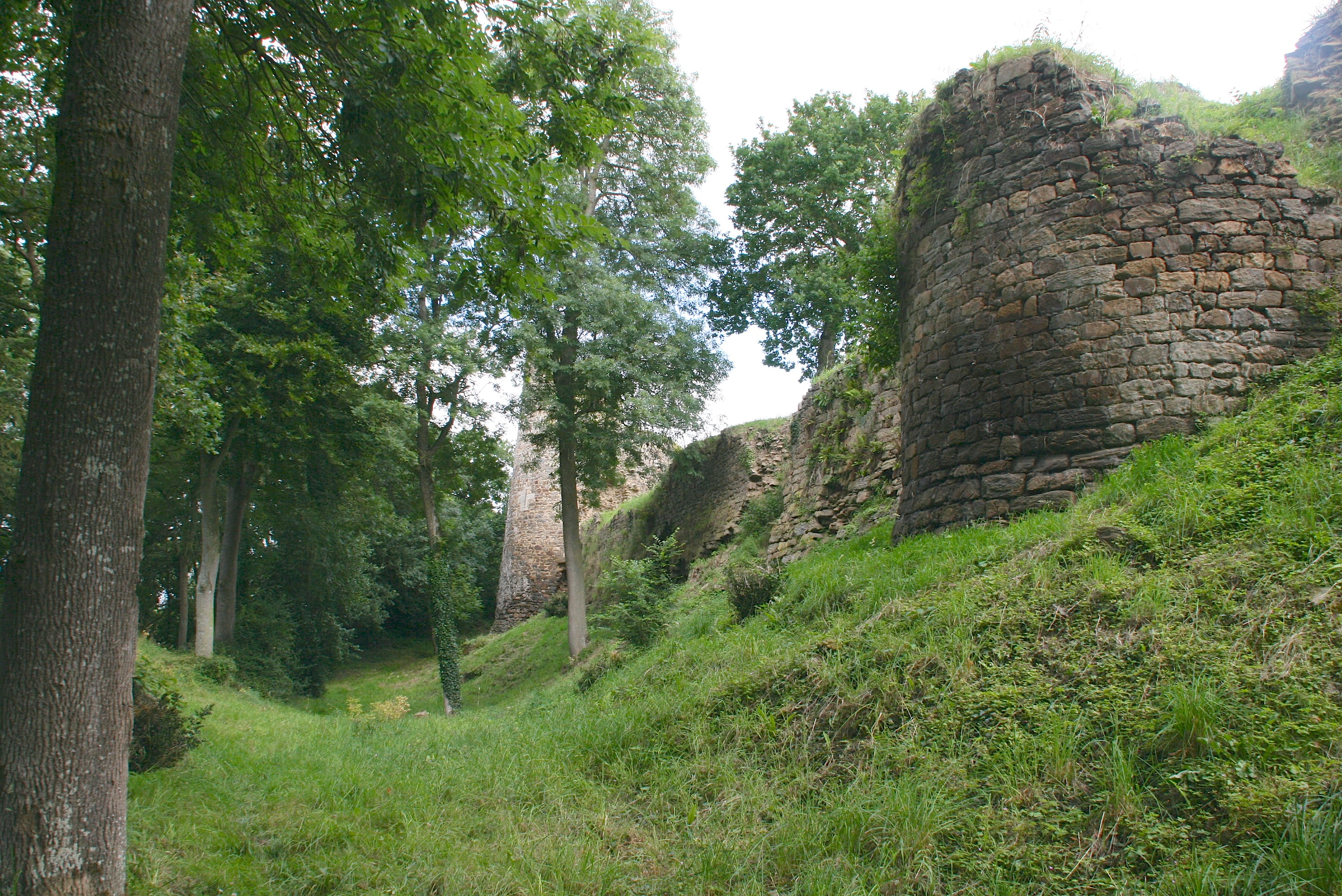
Руины замка Монтафилан
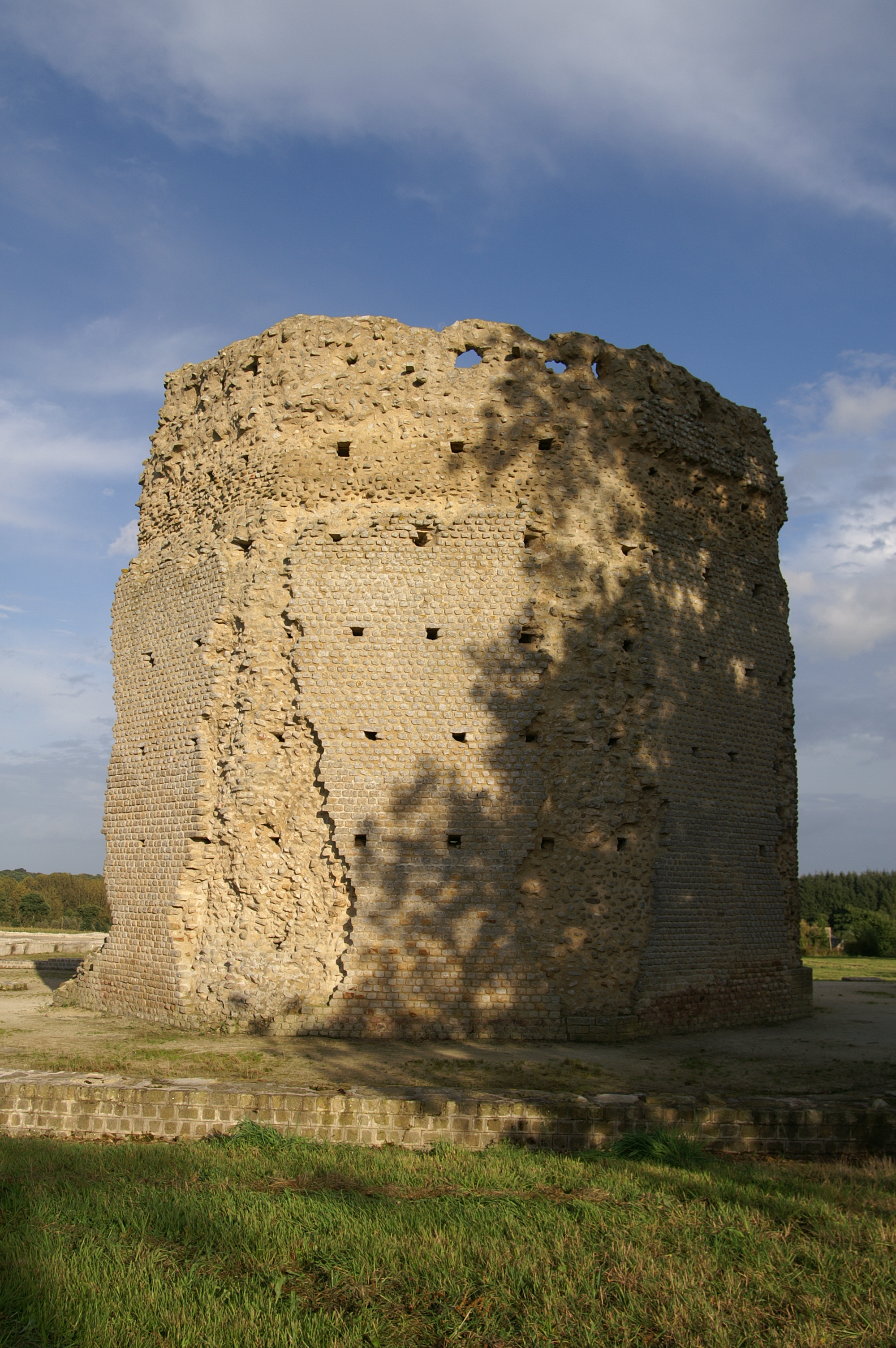
Храм Марса